# سلطنت ودای
سلطنت ودای (عربی: سلطنة وداي)، پادشاهی در شرق دریاچه چاد در کشور امروزی چاد و جمهوری آفریقای مرکزی که در قرن ۱۷ توسط عبدالکریم تأسیس شد و تا زمان نفوذ فرانسویان در آفریقا پابرجا ماند.